# 315 v.Chr.
Het jaar 315 v.Chr. is een jaartal volgens de christelijke jaartelling. 

## Gebeurtenissen

### Italië
- Lucius Papirius Cursor I en Quintus Publilius Philo zijn consul in het Imperium Romanum.
- De Romeinen benoemen Quintus Fabius Maximus Rullianus tot dictator.
- Quintus Fabius verslaat de Samnieten in de slag bij Sora.
- Agathocles, tiran van Syracuse, verovert de stad Messina.

### Griekenland
- Antigonus I verovert na zijn zege over Eumenes van Cardië grote delen van het Aziatische rijk.
- Seleucus I, stadhouder van Babylon vlucht naar Egypte en krijgt militaire steun van Ptolemaeus I Soter I.
- Antigonus I streeft naar alleenheerschappij, hij bezet Babylon en de schatkamer in Susa.
- Begin van de Derde Diadochen Oorlog, de Macedonische diadochen vormen een alliantie tegen Antigonus I.
- Cassander verovert Epirus, bij Rodos verzamelt Antigonus I een vloot om Griekenland binnen te vallen.
- Demetrius Poliorcetes de "Stedendwinger", de zoon van Antigonus I verovert Athene.
- Ptolemaeus I onttroont op Cyprus de klein-koningen en laat het eiland door Menelaos besturen.
- In Centraal-Macedonië sticht Cassander de stad Thessaloniki, genoemd naar zijn vrouw Thessa.

## Geboren
- Aratus (~315 v.Chr. - ~245 v.Chr.), Grieks astronoom en dichter
- Arkesilaos (~315 v.Chr. - ~240 v.Chr.), Grieks filosoof

## Overleden
- Zhou Shen Jing Wang, Chinese koning van de Zhou-dynastie